# Bulbophyllum tuberculatum
Bulbophyllum tuberculatum é uma espécie de orquídea (família Orchidaceae) pertencente ao gênero Bulbophyllum. Foi descrita por John William Colenso em 1884.